# Marius Franay
Marius Franay est un carrossier automobile français de renom installé à Levallois-Perret.
Fondée en 1903 par son père, Jean-Baptiste Franay, sellier de formation (après un apprentissage chez Binder), l'entreprise a habillé des châssis de prestige : Bentley, Delage, Hispano-Suiza et Rolls-Royce, mais aussi la Delahaye type 135. À celle-ci, s'ajoutent après la guerre, des Talbot-Lago Grand Sport et la Citroën Traction Avant d’apparat du président René Coty dessinée par Philippe Charbonneaux.
L'activité s'est arrêtée fin 1955. 
Pour l'industrie cinématographique, Marius Franay fut propriétaire de la Société industrielle de synchronisation et de la société Les tirages cinématographiques, à Saint-Cloud.

## Histoire
En 1935, il fonde le laboratoire LTC (le Laboratoire de travaux cinématographiques).

## Producteur de cinéma
- 1952 : Ouvert contre X, de Richard Pottier